# Morliny (jezioro)
Morliny – jezioro w woj. warmińsko-mazurskim, w pow. ostródzkim, w gminie Ostróda leżące niedaleko Ostródy. Zbiornik przepływowy.
Powierzchnia zwierciadła wody według różnych źródeł wynosi od 57,5 ha do 66,0 ha.
Zwierciadło wody położone jest na wysokości 95,1 m n.p.m.. Średnia głębokość jeziora wynosi 9,2 m, natomiast głębokość maksymalna 19,5 m.
Istnieje kilka dopływów – największy, w południowej części niesie wody z jez. Lichtajny. Odpływ znajduje się w północnej części i łączy jezioro Morliny z jeziorem Smordy (Jakuba), a dalej z jeziorem Drwęckim.